# Маджарский, Ян
Ян Маджарский (Мадьярский, Моджарский; ум. 1800 или 1801, Слуцк) —  мастер золотошвейного дела и предприниматель, стоявший у истоков создания мануфактуры (фабрики) по производству Слуцких поясов.

## Биография
Согласно данным родословной рода Мадьярских, относящейся к 1830-м годам, Ян Мадьярский был сыном простолюдина-венгра (самоназвание венгров — мадьяры, откуда фамилия), уроженца Трансильвании, служившего рядовым солдатом в австрийской армии и попавшего в ходе одной из Австро-турецких войн в турецкий плен. На родину пленный возвращаться не пожелал, а вместо этого женился (предположительно на армянке) и осел в Константинополе.
Его сын Ян, обучался в Константинополе золотошвейному и ткацкому ремеслу. В 1758 году, в качестве опытного мастера, он был приглашён богатым польским магнатом, князем Михаилом Казимиром Радзивиллом в город Несвиж, где основал мастерскую по производству расшитых золотом шляхетских поясов. Из Несвижа мастерская со временем была переведена в Слуцк, где превратилась в полноценную мануфактуру. Владельцем фабрики, выделившим средства на её открытия являлся Радзивилл, а управляющим (директором) — Маджарский. Будучи наёмным работником, Маджарский, тем не менее, получал большие доходы: со временем за 30 000 польских злотых он купил усадьбу в окрестностях Слуцка, а позднее, договорившись с Радзивиллами, даже взял у них в аренду фабрику, которую возглавлял.
Ян Маджарский был не только управляющим, но и квалифицированным золотошвейным мастером: именно он отвечал за разработку внешнего вида и всех основных элементов отделки Слуцких поясов.
Скончался Ян Маджарский в городе Слуцке в 1800 или 1801 году и был похоронен в том же городе в монастыре Бернардинцев, что ясно указывает на его католическое вероисповедание.
Его фабрику унаследовал сын Леон.